# TAKE ME HIGHER (V6의 노래)
〈TAKE ME HIGHER〉은 V6의 4번째의 싱글이다.

## 해설
- 멤버 나가노 히로시 주연의 《울트라맨 티가》 주제곡으로 타이업 되었다. 자켓 뒷면에는 티가의 사진이 사용되고 있다. 이후에 영화화된 극장판인 《울트라맨티가 THE FINAL ODYSSEY》에서도 주제가로 사용되었다.
- V6의 기록에 있어서는 이전 《MADE IN JAPAN》, 《BEAT YOUR HEART》에 이어 연속 3작품이 오리콘 차트 1위를 기록하였다.

## 수록곡
1. TAKE ME HIGHER
  - 작사: 스즈키 가즈미 / 작곡: Giancarlo Pasquini, Jennifer Batten, Alberto Contini / 편곡: 호시노 야스히코 / 스트링스 어레인지먼트: 하기타 미츠오 / 코러스 어레인지먼트: 스즈키 히로아키

MBS계 《울트라맨 티가》 의 주제곡
2. スキさ すっきゃねん / 좋아해 좋아해용 - Coming Century
  - 작사: Coming Century, 나가오카 마사노리 / 작곡·편곡: 호시노 야스히코
3. TAKE ME HIGHER (カラオケ)
4. スキさ すっきゃねん (カラオケ)